# Eric Armstrong
Eric Armstrong (* 11. Dezember 1963 in Brantford, Ontario) ist ein kanadischer Animator.

## Leben
Armstrong studierte am Sheridan College traditionelle Animation (auf Cels) sowie Computeranimation. Er arbeitete anschließend von 1990 bis 1995 bei Industrial Light and Magic, zunächst als Animator und später als Animationsregisseur an Realfilmen. Unter anderem war er an Filmen wie Jurassic Park und Casper beteiligt. Im Jahr 1995 ging Armstrong zu Sony Pictures Imageworks und arbeitete als Animationsregisseur an Filmen wie Anaconda und Harry Potter und der Stein der Weisen.
Sein Debüt als Filmregisseur wurde 2002 der erste vollständig computeranimierte Film von Sony Pictures Imageworks, Die Chubbchubbs!, für den Armstrong 2003 einen Oscar erhielt. Ab 2004 war Armstrong für Electronic Arts als Animator tätig und arbeitete an verschiedenen Videospielen mit. Seit 2008 ist Armstrong freiberuflicher Animator.

## Filmografie
- 1986: The Care Bears (TV-Serie)
- 1987: My Pet Monster (TV-Serie)
- 1991: Star Trek VI: Das unentdeckte Land (Star Trek VI: The Undiscovered Country)
- 1993: Jurassic Park
- 1994: Flintstones – Die Familie Feuerstein (The Flintstones)
- 1995: Jumanji
- 1995: Casper
- 1997: Anaconda
- 1997: Contact
- 1999: Stuart Little
- 2000: Hollow Man – Unsichtbare Gefahr (Hollow Man)
- 2001: Evolution
- 2001: Harry Potter und der Stein der Weisen (Harry Potter and the Sorcerer’s Stone)
- 2002: Die Chubbchubbs! (The ChubbChubbs!)
- 2002: Stuart Little 2
- 2010: I’m Here (Kurzfilm)

## Auszeichnungen
- 2003: Oscar, Kategorie Bester animierter Kurzfilm, für Die Chubbchubbs!
- 2003: BAFTA-Nominierung, Bester animierter Kurzfilm, für Die Chubbchubbs!
- 2003: VES-Award der Visual Effects Society für Stuart Little 2